# Zračna luka Atatürk
Međunarodna zračna luka Atatürk (turski: Atatürk Uluslararası Havalimanı) (IATA: ISL, ICAO: LTBA) (prije 2019. IST) jedna je od međunarodnih zračnih luka u Istanbulu, najvećem gradu Turske. Otvorena je 1924. godine, smještena je u Yeşilköyu, na europskoj strani, 24 km zapadno od gradskog središta. Zračna luka je 1980. godine preimenovana u čast Mustafe Kemala Atatürka, utemeljitelja i predsjednika Republike Turske. Od 2019. i otvorenja Međunarodne zračne luke Istanbul na Arnavutköyu zračna luka se koristi samo u vojne svrhe, za prijevoz tereta, za diplomatske letove i unajmljene poslovne letove. S ukupnim putničkim prometom od 37 milijuna u 2011., zračna luka bila je 29. najprometnija zračna luka na svijetu po ukupnom broju putnika i 11. po broju putnika u međunarodnom zračnom prometu. Bila je i najprometnija zračna luka u Europi 2011. godine.

## Vanjske poveznice
- www.ataturkairport.com  Arhivirana inačica izvorne stranice od 10. siječnja 2017. (Wayback Machine)